# 1811 na música

## Nascimentos
| Data          | Nome             | Profissão                        | Nacionalidade | Observações | Ref |
| ------------- | ---------------- | -------------------------------- | ------------- | ----------- | --- |
| 5 de Agosto   | Ambroise Thomas  | compositor e professor de música | França        | m. 1896     |     |
| 22 de Outubro | Franz Liszt      | compositor                       | Hungria       | m. 1886     |     |
| 24 de Outubro | Ferdinand Hiller | compositor e maestro             | Alemanha      | m. 1885     |     |

## Mortes
| Data | Nome | Profissão | Nacionalidade | Observações | Ref |
| ---- | ---- | --------- | ------------- | ----------- | --- |